# Calligrapha lunata
Calligrapha lunata är en skalbaggsart som först beskrevs av Fabricius 1787.  Calligrapha lunata ingår i släktet Calligrapha och familjen bladbaggar. Inga underarter finns listade i Catalogue of Life.